# لوپولدووو
لوپولدووو (به لاتین: Leopoldowo) یک روستا در لهستان است که در گمینا میاستکووو واقع شده‌است. لوپولدووو ۱۲۰ نفر جمعیت دارد.